# 帕馬 (紐約州)
帕馬（英語：Parma）是一個位於美國紐約州門羅縣的鎮。

## 人口
根據2020年美國人口普查的數據，帕馬的面積為111.33平方千米，當中陸地面積為108.84平方千米，而水域面積為2.49平方千米。當地共有人口16217人，而人口密度為每平方千米146人。